# Municipio de Union (condado de Polk, Iowa)
El municipio de Union (en inglés: Union Township) es un municipio ubicado en el condado de Polk en el estado estadounidense de Iowa. En el año 2010 tenía una población de 314 habitantes y una densidad poblacional de 8,22 personas por km².

## Geografía
El municipio de Union se encuentra ubicado en las coordenadas 41°50′42″N 93°45′44″O / 41.84500, -93.76222. Según la Oficina del Censo de los Estados Unidos, el municipio tiene una superficie total de 38.21 km², de la cual 38,17 km² corresponden a tierra firme y (0,09 %) 0,04 km² es agua.

## Demografía
Según el censo de 2010, había 314 personas residiendo en el municipio de Union. La densidad de población era de 8,22 hab./km². De los 314 habitantes, el municipio de Union estaba compuesto por el 97,77 % blancos y el 2,23 % eran de una mezcla de razas. Del total de la población el 1,59 % eran hispanos o latinos de cualquier raza.